# Dom zły
Dom zły – polski film kryminalny z 2009 roku w reżyserii Wojciecha Smarzowskiego, zrealizowany na podstawie scenariusza napisanego wraz z Łukaszem Kośmickim. Akcja filmu toczy się w późnym okresie istnienia Polskiej Rzeczypospolitej Ludowej, a głównym bohaterem Domu złego jest Edward Środoń (Arkadiusz Jakubik), główny podejrzany w sprawie rzekomego morderstwa właściciela chałupy w Bieszczadach (Marian Dziędziel). Śledztwo w sprawie Środonia prowadzi porucznik Mróz (Bartłomiej Topa), który orientuje się, że morderstwo miało tło polityczne.
Dom zły został pozytywnie przyjęty przez krytyków; Smarzowski otrzymał nagrodę za jego reżyserię na Festiwalu Polskich Filmów Fabularnych oraz rozdaniu Polskich Nagród Filmowych. W plebiscycie czasopisma „Film” Dom zły otrzymał Złotą Kaczkę za najlepszy film sezonu 2009/2010.

## Opis fabuły
Akcja filmu toczy się w bieszczadzkiej chałupie. Zimą 1982 roku, w czasie, gdy w Polsce trwa stan wojenny, milicjanci pod dowództwem porucznika Mroza przeprowadzają wizję lokalną morderstwa, które miało miejsce cztery lata wcześniej. Na miejsce przybywa prokurator Tomala, który wychodząc pijany z policyjnej nyski, stacza się do rowu. W wizji lokalnej uczestniczy również „pani od techniki”, milicjantka Lisowska w zaawansowanej ciąży. Główny podejrzany w sprawie, Edward Środoń, opowiada władzom swoją historię.
Środoń, zootechnik z wykształcenia, pracuje w gospodarstwie rybnym w miejscowości Mosty w województwie szczecińskim. Na weselu kolegi poznaje swoją przyszłą żonę. Przez pewien czas względnie im się powodzi do momentu, gdy jego żona umiera nagle wskutek wylewu krwi do mózgu. Rozgoryczony po śmierci żony, Edward popada w alkoholizm, a w końcu w poszukiwaniu pracy wyjeżdża w Bieszczady, pod Lutowiska. Środoń zostaje skierowany do tamtejszego państwowego gospodarstwa rolnego w miejsce poprzedniego zootechnika, który zginął śmiercią tragiczną, gdy wcześniej odkrył malwersacje przy obrocie cukrem. Środoń zatrzymuje się u gospodarza wspomnianej chałupy, Zdzisława Dziabasa. Zootechnik w czasie libacji alkoholowej proponuje Dziabasowi prowadzenie wspólnego interesu przy pędzeniu bimbru. Wkrótce potem, gdy Zdzisław idzie spać, Środoń uprawia seks z jego żoną.
Porucznik Mróz, mimo szantażu partyjnego dygnitarza, który przybywa na miejsce wizji lokalnej, unosi się honorem i zaczyna prowadzić na własną rękę równoległe śledztwo w sprawie malwersacji, a także tajemniczej serii wypadku na jednym z zakrętów drogowych. Miejscowy ksiądz ofiaruje mu dokumenty, które wykradł poprzedni zootechnik. Wynika z nich, że partyjny dygnitarz zainteresowany sprawą znacząco dorobił się na lewych interesach.
Z dalszej części rekonstrukcji wynika, że Zdzisław, chcąc przejąć pieniądze z wkładu wspólnika, zakrada się nocą do zajmowanego przezeń pokoju aby go zabić. Nie wie, że w międzyczasie do domu wrócił jego syn Janusz i to on, nie Środoń, leży w łóżku. Pijany Dziabas zabija w ciemności własnego syna z użyciem noża. Edward, chcąc się zemścić na wiarołomnym wspólniku, podpala bimbrownię i kradnie pieniądze ze skrytki pod podłogą. Dziabas z rozpaczy morduje swoją żonę, a sam popełnia samobójstwo, wieszając się na drzewie.
Mróz dostrzega, że śledztwo jest ustawione, by pogrążyć jego samego. W końcowej sekwencji współtowarzysze mordują Mroza, podczas gdy ostrzeżony przez Lisowską Środoń ucieka z miejsca wizji lokalnej.

## Obsada
Źródło: Filmpolski.pl
- Arkadiusz Jakubik – jako Edward Środoń
- Jan Jakubik – jako Edward Środoń w młodości
- Marian Dziędziel – jako Zdzisław Dziabas
- Kinga Preis – jako Bożena Dziabasowa
- Bartłomiej Topa – jako porucznik Mróz
- Michał Gadomski – jako Janusz Gancarz
- Piotr Głowacki – jako Janusz Dziabas, syn Dziabasów
- Robert Więckiewicz – jako prokurator Tomala
- Eryk Lubos – jako sierżant Petrycki
- Grzegorz Wojdon – jako sierżant Jasiak
- Robert Wabich – jako Lisowski
- Katarzyna Cynke – dwie role: jako Maria Lisowska i jako żona Środonia
- Krzysztof Czeczot – jako Banaś
- Lech Dyblik – jako Zajdel
- Marcin Juchniewicz – jako Woźniak
- Bartosz Żukowski – jako Hawryluk
- Sławomir Orzechowski – jako Zięba
- Przemysław Witowski – jako kierowca Zięby
- Anna Grzeszczak-Hutek – jako Pokrywkowa
- Krzysztof Domaszczyński – jako syn Pokrywkowej
- Mariusz Jakus – jako ksiądz
- Dorota Piasecka – jako Madecka
- Paweł Miśkowiec – jako Madecki
- Agnieszka Matysiak – dwie role: jako kobieta w chustce i jako sklepowa
- Jerzy Rogalski – jako weterynarz Mundek
- Maciej Maciejewski – dwie role: jako mężczyzna w sklepie i jako mężczyzna z wąsami
- Michał Gadomski – jako Jasiu Blacharz
- František Kowolowski – jako czeski dziennikarz
- Zbigniew Paterak – jako konduktor

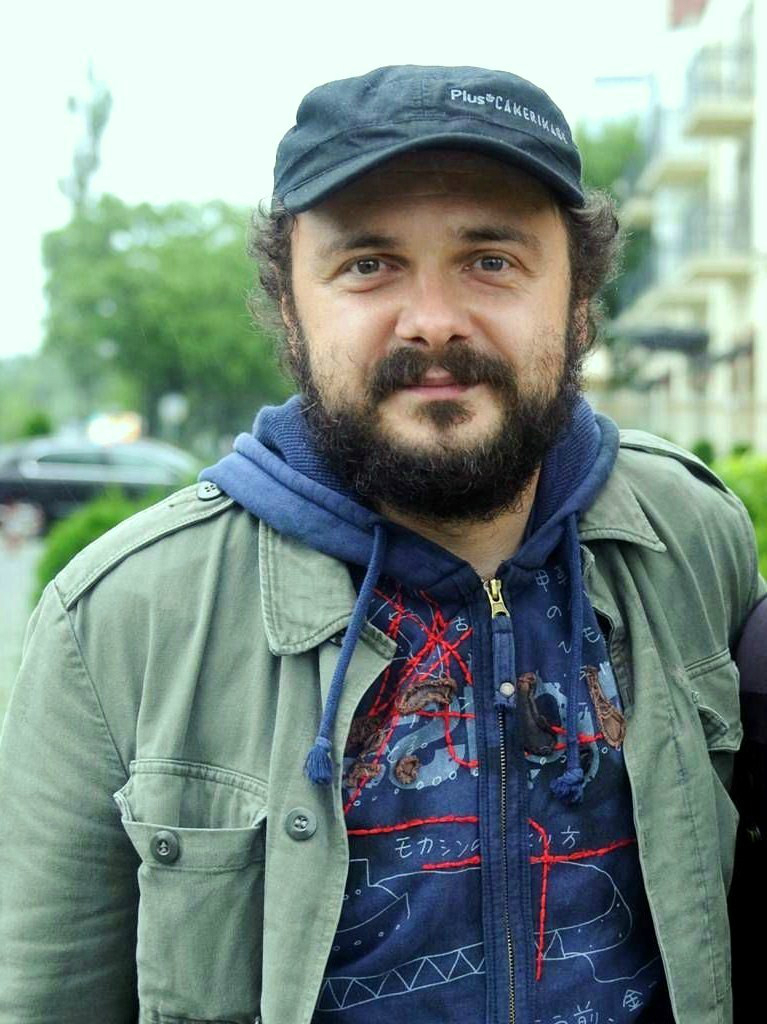
Arkadiusz Jakubik, odtwórca roli Środonia
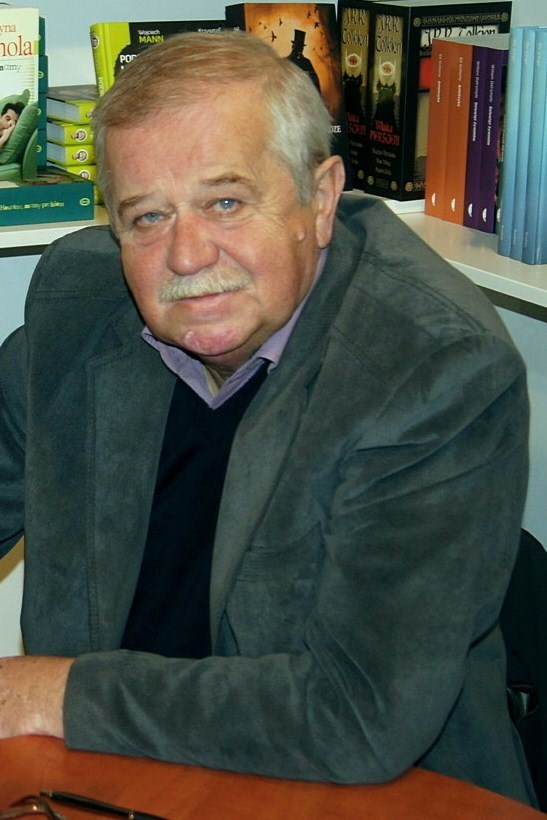
Marian Dziędziel, odtwórca roli Dziabasa
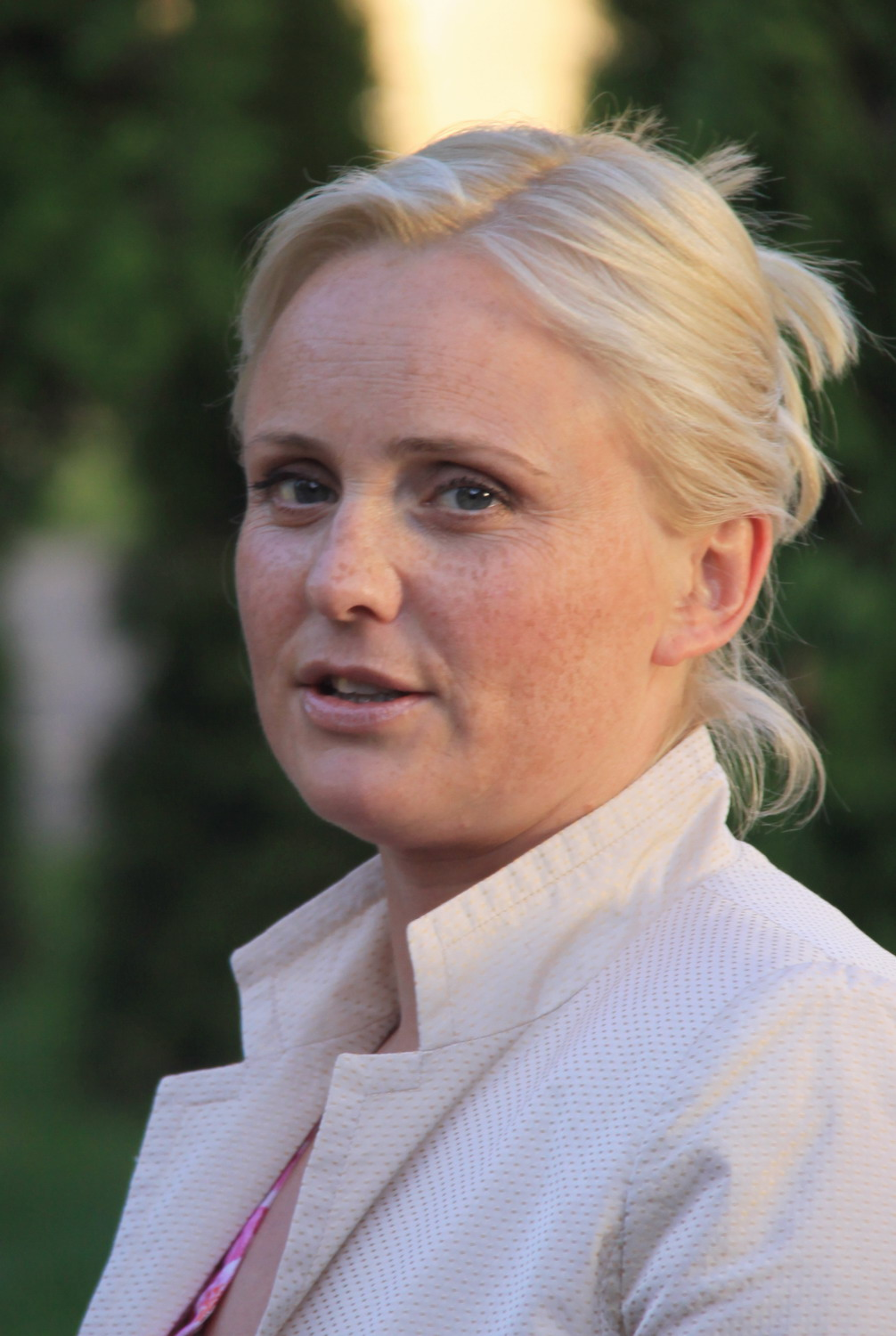
Kinga Preis, odtwórczyni roli Dziabasowej
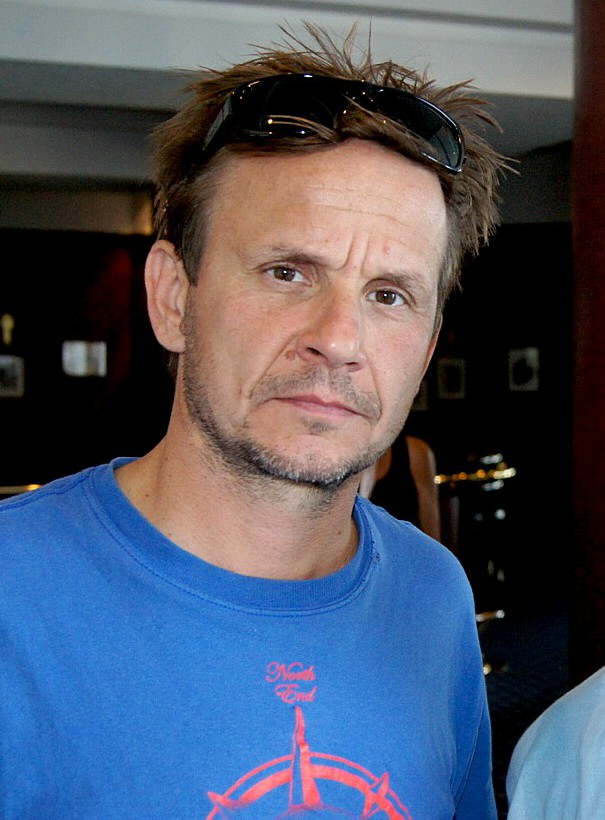
Bartłomiej Topa, odtwórca roli porucznika Mroza

## Produkcja

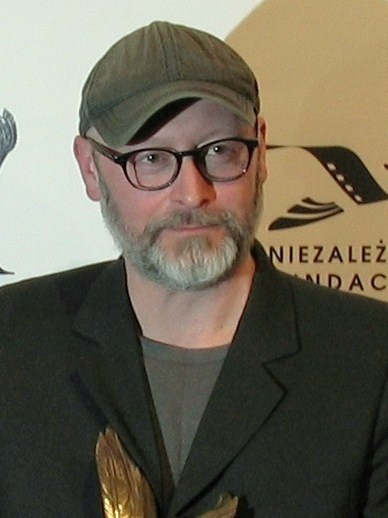
Wojciech Smarzowski, reżyser filmu

Scenariusz Domu złego Wojciech Smarzowski napisał z Łukaszem Kośmickim, jeszcze zanim nakręcił Wesele (2004). Kanwą dla późniejszego projektu była historia kryminalna przeczytana w piśmie „Detektyw”. Jak pisał biograf Smarzowskiego, Marcin Rychcik, scenariusz wykazywał pewne podobieństwo do Niespodzianki Karola Huberta Rostworowskiego oraz Jana Samulczaka, czyli chciwości ukaranej Hipolita Bogumiła Tarczyńskiego, których jednak podczas prac scenariuszowych Smarzowski i Kośmicki nie znali. W swym scenariuszu Smarzowski i Kośmicki świadomie użyli nielinearnej narracji; wizja lokalna i retrospektywa wzajemnie się przeplatają. Tytuł filmu scenarzyści wyjaśniali różnorako; dla Kośmickiego było to nawiązanie do filmu kryminalnego Dom gry Davida Mameta, natomiast Smarzowski podkreślał młodość spędzoną na przełomie rządów Edwarda Gierka i Wojciecha Jaruzelskiego: „kiedy byłem w liceum, zaczynał się czas zły. Maturę zdawałem w osiemdziesiątym drugim roku, w stanie wojennym. Byłem mieszkańcem domu złego”.
Pierwotnie obaj scenarzyści planowali stworzyć Dom zły jeszcze przed Weselem, jednak zdaniem reżysera pomysł na pierwszy z filmów „nie był specjalnie atrakcyjny dla decydentów”. Dopiero po reformie ustawy o kinematografii z 2005 roku film został dofinansowany przez Polski Instytut Sztuki Filmowej. Po zebraniu pieniędzy produkcja przez pewien czas nie mogła ruszyć, gdyż „zima nie była taka, jakiej potrzebowaliśmy”. Scenograf Marek Zawierucha podczas prac przygotowawczych znalazł opuszczony dom w Hańczowej, gdzie za zgodą właściciela nieruchomości poddano budynek zniszczeniom dla celów scenariuszowych. Celowo obrzydzone kostiumy zaprojektowała Katarzyna Lewińska.
Wśród aktorów, których Smarzowski uwzględnił w obsadzie, znaleźli się występujący w jego wcześniejszych filmach Marian Dziędziel, Arkadiusz Jakubik, Bartłomiej Topa i Lech Dyblik. Smarzowski twierdził: „otaczam się ludźmi, którzy dają mi bezpieczeństwo”. Jakubik nie był w stanie jednak zaakceptować pierwotnej wersji scenariusza, w której Środoń okazywał się wyrachowanym i zimnym mordercą; na życzenie aktora Smarzowski zmodyfikował scenariusz, aby Środoń sprawiał wrażenie całkowicie niewinnego; ostatecznie reżyser nakręcił jednak też fragmenty pierwotnego wariantu, zmieszane później w montażowni z wersją pożądaną przez Jakubika, aby „uniknąć w filmie jednoznaczności”.
Operatorem kamery przy Domu złym był Piotr Sobociński jr., który po raz pierwszy współpracował ze Smarzowskim. Sobociński opisywał metodę Smarzowskiego następująco: „Narzuca pewną konwencję: to jest zawsze nietypowy montaż, kamera z ręki, dość krótkie ujęcia i gęsty ich dobór. Zazwyczaj każde ustawienie jest mastershotem, czyli rejestracją całej sceny”. Zdjęcia do filmu rozpoczęły się w listopadzie 2008 roku, a zakończyły się w styczniu 2009 roku. Za plenery posłużyły okolice Gorlic (Hańczowa, Bielanka, Krzywa, okolice stacji kolejowej Łupków), a jako główną lokalizację przy kręceniu zdjęć wykorzystano dom w Beskidzie Niskim. Istotna przy lokalizacji dla Smarzowskiego była „bliskość granicy”. Zdjęcia kręcono kamerą cyfrową Sony Ex 1. Montażysta Paweł Laskowski zgodnie z życzeniem reżysera wyciął sporą część materiału zdjęciowego, aby wspomnienia bohatera były opowiadane za pomocą dynamicznych sklejek ujęć. Znaczna część muzyki skomponowanej przez Mikołaja Trzaskę nie została uwzględniona w ostatecznym materiale, o co kompozytor miał pretensje do reżysera.

## Odbiór
Dom zły został bardzo pozytywnie odebrany zarówno przez publiczność (obejrzało go około 233 tysiące widzów, co stanowiło 12. miejsce w box office wśród polskich filmów z premierą w 2009 roku), jak i przez krytyków. Łukasz Muszyński z portalu Filmweb stwierdził, że film Smarzowskiego „to być może najważniejsze rozliczenie z komunizmem, na jakie zdobyło się polskie kino w ciągu ostatnich kilkunastu lat”. Janusz Wróblewski dla tygodnika „Polityka” pisał, iż „z pijacko-surrealistyczno-naturalistycznych sytuacji, koncertowo zagranych przez cały zespół aktorski, wyłania się krystalicznie czysty obraz peerelowskiej paranoi”. Zdaniem Łukasza Maciejewskiego Dom zły nabiera prowokacyjnego wymiaru w tym sensie, że „o ile forma filmu jest cyzelatorsko dopracowana, o tyle w warstwie emocjonalnej pojawiają się wyłącznie znaki zapytania”. Według Barbary Hollender z „Rzeczpospolitej” Smarzowski oferuje nieszablonową formę rozliczenia z komunizmem, w której brak jest miejsca na „dobrotliwy śmiech z barów mlecznych czy kaowców, nie ma też inteligenckich dylematów, opozycji ani książek drukowanych w drugim obiegu”. Wskazuje jednocześnie, że Dom zły cechuje precyzja: „każda scena coś znaczy”. Bardziej ostrożny w ocenie był Andrzej Kołodyński, który uznał, że dzieło Smarzowskiego przybiera formę „dość płaskiej” sensacyjnej fabuły, „choć pełnej wyrazistych szczegółów”.
W recenzjach często podkreślano krystalizację autorskiego stylu Smarzowskiego. Recenzujący dla „Polska The Times” Dariusz Pawłowski podkreślał, że „Smarzowski koncentruje się na detalach i dosłowności swojego obrazu, sprawiając, że świat, który prezentuje, wręcz obłapia widza. Tu «wali» bimber, «capi» gnojówka i wciąga błoto”. Tadeusz Sobolewski z „Gazety Wyborczej” opisywał swoje wrażenia z końcówki filmu: „kamera wznosi się wysoko nad chałupę w Lutowiskach [...]. Widzimy kulające się po śniegu figurki pijanych milicjantów. [...] Oddalamy się od tej strasznej planety. Film pozwala zaryć w nią nosem, poczuć zmieszany zapach śniegu, gnoju, krwi”. Chwalone również były zdjęcia Krzysztofa Ptaka, „mroczne, ubłocone z 1978 roku, bijące po oczach jaskrawą bielą śniegu”.
Wielokrotnie przywoływano możliwe inspiracje Smarzowskiego filmem Fargo (1996) braci Joela i Ethana Coenów. Wśród tropów, które uzasadniały to porównanie, wskazywano zimową scenerię jako tło zbrodni i postać ciężarnej milicjantki. Zdaniem Wojciecha Kałużyńskiego z „Dziennika Gazeta Prawna” pod względem rozrachunku z czasami komunizmu Dom zły można porównać z Ładunkiem 200 (2007) Aleksieja Bałabanowa. Według Ewy Mazierskiej wychwycenie przez krytyków różnych tropów intertekstualnych usuwa jednak w cień bardziej oczywistą interpretację filmu Smarzowskiego: jako realistycznego portretu Polski sprzed stanu wojennego i po nim. Sam Smarzowski twierdził w wywiadzie z „Dziennikiem Polskim”: „Świadomie pewne warstwy uruchamiałem, inne ukrywałem, a jeszcze inne wychodzą na jaw dopiero teraz”.

### Nagrody i wyróżnienia
| Festiwal                                                 | Wyróżnienie                                          | Odbiorca                            |
| -------------------------------------------------------- | ---------------------------------------------------- | ----------------------------------- |
| Festiwal Polskich Filmów Fabularnych (Gdynia)            | Najlepsza reżyseria                                  | Wojciech Smarzowski                 |
| Festiwal Polskich Filmów Fabularnych (Gdynia)            | Najlepszy scenariusz                                 | Wojciech Smarzowski Łukasz Kośmicki |
| Festiwal Polskich Filmów Fabularnych (Gdynia)            | Najlepszy montaż                                     | Paweł Laskowski                     |
| Warszawski Międzynarodowy Festiwal Filmowy (Warszawa)    | Nagroda publiczności                                 | Wojciech Smarzowski                 |
| Międzynarodowy Festiwal Autorów Obrazu Camerimage (Łódź) | Srebrna Żaba za zdjęcia                              | Krzysztof Ptak                      |
| Polskie Nagrody Filmowe – Orły (Warszawa)                | Najlepsza reżyseria                                  | Wojciech Smarzowski                 |
| Polskie Nagrody Filmowe – Orły (Warszawa)                | Najlepsze zdjęcia                                    | Krzysztof Ptak                      |
| Polskie Nagrody Filmowe – Orły (Warszawa)                | Najlepszy montaż                                     | Paweł Laskowski                     |
| Polskie Nagrody Filmowe – Orły (Warszawa)                | Nagroda publiczności                                 | Wojciech Smarzowski                 |
| Plebiscyt czasopisma „Film”                              | Złota Kaczka dla najlepszego filmu sezonu 2009/2010  | Wojciech Smarzowski                 |
| Plebiscyt czasopisma „Film”                              | Złota Kaczka dla najlepszego aktora sezonu 2009/2010 | Marian Dziędziel                    |